# 응용통계학
응용통계학(應用統計學, applied statistics)은 통계학을 응용하여 실용적인 문제에 적용하는 학문이다. 통계학의 다양한 응용으로 농업에서 시작하여 최근에는 의학 분야가 가장 활발하지만 사회에서 발생할 수 있는 탐문조사나 여론조사, 교육 및 심리학, 환경 및 기상, 품질 및 신뢰성 공학, 경영정보, 패턴인식, 빅데이터 등 많은 분야에 응용되고 있는 학문으로 통계적 방법의 개발과 응용을 다룬다.

## 개요
통계학은 처음부터 수학과 직접 관련이 있었던 것은 아니었으나 이 학문에 오차 이론이 도입되면서 확률론과 해석학이 중요한 이론적 배경이 되었고 대수학도 한 역할을 하였다.
통계는 모든 분야에서 데이터를 모아 분석해 가장 올바르고 빠른 답을 알려주는 실용적인 학문이다. 과학적 의사결정의 근거가 되기에 현대 비즈니스맨이 지녀야 할 최강의 무기로도 불리고 있다. 통계학의 기초에 대한 논쟁들이 격렬하긴 했지만 통계학의 수용은 수학적인 방법론의 응용이 의심할 여지없이 핵심으로 등장하게 되었다. 이것이 현재까지 다양한 방법으로 응용이 가능한 응용통계학의 시작이 되었다.

## 응용통계학의 변화
응용통계학의 변화를 통해 알 수 있는 것으로 확률이 이론화 되기 시작한 것은 프랑스의 B.파스칼, P.페르마 등이 17세기 중엽 도박 문제에 관한 의견 교환에서였다. 도박의 확률을 수학적으로 다루면서 만들어진 것이다. 그 후 베르누이 일가 및 J.L.라그랑주 등에 의해 진전되다가 다시 통계학에 응용되었다. 현재는 추계학(推計學)으로 발전했다. 이후, 정보통계학, 계산통계학, 수리통계학 등으로 변화하였지만 특정 학문과 융합하여 경영통계학, 의료통계학, 농업통계학 등의 다양한 응용이 가능하게 되었다.

## 통계적 가설
통계적 가설은 통계학에서 사용하는 용어로, 하나의 특정 주장을 모수를 이용해 나타낸 형태를 지칭한다. 가령, '미국 성인여자의 신장은 크다'는 통계적 가설이 될 수 없다. 하지만 '미국 성인여자의 평균신장은 180cm이다.'는 통계적 가설이 될 수 있다. 평균신장은 여기서 모집단 특성을 나타내는 모수의 역할을 수행한다. 통계적 가설은 귀무가설과 이와 반대에 있는 대립가설로 나타낸다.

## 같이 보기
- 수리통계학
- 생물통계학